# Coccinia
Genre
Coccinia est un genre de plantes à fleurs de la famille des Cucurbitaceae.
Ce genre comprend 25 espèces de plantes herbacées originaires de l'Afrique subsaharienne avec une espèce aussi distribuée à l'Asie du Sud et du Sud-est, qui est aussi envahissante aux îles de l'océan pacifique et l'Amérique tropicale.
L'espèce plus connue est Coccinia grandis, la courge écarlate, qui est cultivée pour ses feuilles jeunes et fruits comestibles.
Le nom générique Coccinia dérive du latin coccineus, écarlate, en référence à la couleur rouge brillant du fruit mûr.

## Liste d'espèces
Selon Catalogue of Life (29 août 2013) :
- Coccinia grandis

Selon ITIS (29 août 2013) :
- Coccinia grandis (L.) Voigt

Selon NCBI (29 août 2013) :
- Coccinia abyssinica
- Coccinia adoensis
- Coccinia aurantiaca
- Coccinia barteri
- Coccinia grandiflora
- Coccinia grandis
- Coccinia grandis × Coccinia pwaniensis
- Coccinia heterophylla
- Coccinia hirtella
- Coccinia intermedia
- Coccinia keayana
- Coccinia longicarpa
- Coccinia mackenii
- Coccinia megarrhiza
- Coccinia microphylla
- Coccinia mildbraedii
- Coccinia ogadensis
- Coccinia palmata
- Coccinia quinqueloba
- Coccinia racemiflora
- Coccinia rehmannii
- Coccinia samburuensis
- Coccinia schliebenii
- Coccinia senensis
- Coccinia sessilifolia
- Coccinia subsessiliflora
- Coccinia trilobata

Selon Tropicos (29 août 2013) :
- Coccinia abyssinica (Lam.) Cogn.
- Coccinia adoensis (Hochst. ex A. Rich.) Cogn.
- Coccinia aostae Buscal. & Muschl.
- Coccinia aurantiaca C. Jeffrey
- Coccinia barteri (Hook. f.) Keay
- Coccinia buettneriana Cogn.
- Coccinia buikoensis Zimm.
- Coccinia calantha Gilg
- Coccinia calophylla Harms
- Coccinia cordifolia (L.) Cogn.
- Coccinia decipiens (Hook. f.) Cogn.
- Coccinia djurensis Schweinf. & Gilg ex Gilg
- Coccinia ecirrhosa Cogn.
- Coccinia engleri Gilg
- Coccinia fernandesiana C. Jeffrey
- Coccinia gabonensis Keraudren
- Coccinia grandiflora Cogn.
- Coccinia grandiflora Cogn. ex Engl.
- Coccinia grandis (L.) Voigt
- Coccinia hartmanniana Schweinf.
- Coccinia helenae Buscal. & Muschl.
- Coccinia heterophylla (Hook. f.) Holstein
- Coccinia hirtella Cogn.
- Coccinia homblei Cogn.
- Coccinia jatrophifolia (A. Rich.) Cogn.
- Coccinia keayana R. Fern.
- Coccinia kilimandjarica Cogn. ex Harms
- Coccinia lalambensis Penz.
- Coccinia longicarpa Jongkind
- Coccinia longipetiolata Chiov.
- Coccinia loureiriana M. Roem.
- Coccinia mackenii Naudin ex C. Huber
- Coccinia macrocarpa Cogn.
- Coccinia megarrhiza C. Jeffrey
- Coccinia microphylla Gilg
- Coccinia mildbraedii Gilg ex Harms
- Coccinia moghadd Asch.
- Coccinia moimoi M. Roem.
- Coccinia obbiadensis (Chiov.) Cufod.
- Coccinia ovifera Dinter & Gilg
- Coccinia palmata Cogn.
- Coccinia palmata M. Roem.
- Coccinia palmatisecta Kotschy
- Coccinia parvifolia Cogn.
- Coccinia princeae Gilg
- Coccinia pubescens (Sond.) Cogn. ex Harms
- Coccinia pubescens Eyles
- Coccinia quercifolia Hutch. & E.A. Bruce
- Coccinia quinqueloba Cogn.
- Coccinia racemiflora Keraudren
- Coccinia rehmannii Cogn.
- Coccinia rigida Cogn.
- Coccinia roseiflora Suess.
- Coccinia samburuensis Holstein
- Coccinia schimperi Naudin
- Coccinia schinzii Cogn.
- Coccinia schinzii Cogn. ex Schinz
- Coccinia schliebenii Harms
- Coccinia senensis Cogn.
- Coccinia sessilifolia Cogn.
- Coccinia stefaninii Chiov.
- Coccinia stolzii Harms
- Coccinia subglabra C. Jeffrey
- Coccinia subhastata Keraudren
- Coccinia subsessiliflora Cogn.
- Coccinia subspicata Cogn.
- Coccinia suburceolata Cogn.
- Coccinia trilobata (Cogn.) C. Jeffrey
- Coccinia ulugurensis Harms
- Coccinia variifolia A. Meeuse
- Coccinia wightiana M. Roem.